# オラシオ・ロモ・セステート
オラシオ・ロモ・セステート（西: Horacio Romo Sexteto）は、アルゼンチン・タンゴのバンドネオン奏者であるオラシオ・ロモ（西: Horacio Romo）が率いる六重奏団。2017年に来日し、日本全国34カ所のコンサートホールにて演奏を行った。

## メンバー
Horacio Romo オラシオ・ロモ (第一バンドネオン・指揮)
Humberto Ridolfi ウンベルト・リドルフィ(第一バイオリン）
Manuel Quiroga マヌエル・キローガ(第二バイオリン）
Luciano Sciarretta ルシアーノ・シアレータ（第二バンドネオン）
Fulvio Giraudo フルビオ・ヒラウド（ピアノ）
Daniel Falasca ダニエル・ファラスカ（コントラバス）

## 作品

### アルバム
- Tangos del Alba 夜明けのタンゴ（2016年録音、MUSAS）[3]